# آنجلو کارولی
آنجلو کارولی (انگلیسی: Angelo Caroli; ۷ آوریل ۱۹۳۷ – ۱۷ نوامبر ۲۰۲۰) بازیکن فوتبال اهل ایتالیا بود.
از باشگاه‌هایی که در آن بازی کرده‌است می‌توان به باشگاه فوتبال یوونتوس و باشگاه فوتبال کاتانیا اشاره کرد.